# Xander Severina
Xander Severina (Rijswijk, 12 april 2001) is een Curaçaos-Nederlands voetballer die doorgaans speelt als vleugelspeler. In september 2024 verruilde hij FK Partizan voor Maccabi Haifa. Severina maakte in 2023 zijn debuut in het Curaçaos voetbalelftal.

## Clubcarrière
Severina speelde in de jeugd van Semper Altius en was acht jaar actief in de opleiding van Sparta Rotterdam. Na twee seizoenen bij Quick tekende hij in 2020 een profcontract bij ADO Den Haag. Dit contract werd aan het einde van 2020 vervangen door een nieuwe, die zou lopen tot en met het seizoen 2022/23. Op 4 april 2021 maakte de vleugelspeler zijn officiële debuut voor ADO. Thuis tegen FC Utrecht kwam Jonas Arweiler tot scoren namens de Haagse club, maar Gyrano Kerk, Joris van Overeem, Othman Boussaid en Adam Maher scoorden tegen: 1–4. Severina mocht van coach Ruud Brood als basisspeler aan de wedstrijd beginnen en werd in de rust gewisseld ten faveure van Kees de Boer.
Aan het einde van het seizoen 2020/21 degradeerde hij met ADO naar de Eerste divisie. In die competitie kwam hij op 28 augustus 2022 voor het eerst tot scoren in een officiële wedstrijd. Thuis tegen Jong Ajax verdubbelde hij de voorsprong na een openingstreffer van Joël Zwarts (waarop hij de assist had gegeven). Nadat Max de Waal de derde treffer had gemaakt, zorgde Severina met zijn tweede treffer voor de eindstand: 4–0. Aan het einde van het seizoen 2022/23 liep zijn verbintenis af en hierop vertrok hij bij ADO. Na zijn vertrek verkaste Severina naar FK Partizan.
Severina vertrok in september 2024 uit Belgrado; voor een bedrag van circa anderhalf miljoen euro verkaste hij naar Maccabi Haifa, waar hij zijn handtekening zette onder een verbintenis voor de duur van drie seizoenen met een optie op een jaar extra.

## Clubstatistieken
| Seizoen | Club          | Competitie     | Competitie | Competitie | Beker | Beker | Internationaal | Internationaal | Nacompetitie | Nacompetitie | Totaal | Totaal |
| Seizoen | Club          | Competitie     | Wed.       | Dlp.       | Wed.  | Dlp.  | Wed.           | Dlp.           | Wed.         | Dlp.         | Wed.   | Dlp.   |
| ------- | ------------- | -------------- | ---------- | ---------- | ----- | ----- | -------------- | -------------- | ------------ | ------------ | ------ | ------ |
| 2020/21 | ADO Den Haag  | Eredivisie     | 2          | 0          | 0     | 0     | —              | —              | —            | —            | 2      | 0      |
| 2021/22 | ADO Den Haag  | Eerste divisie | 18         | 0          | 2     | 0     | —              | —              | 2            | 0            | 22     | 0      |
| 2022/23 | ADO Den Haag  | Eerste divisie | 35         | 6          | 3     | 2     | —              | —              | —            | —            | 38     | 8      |
| 2023/24 | FK Partizan   | Superliga      | 30         | 8          | 3     | 0     | 4              | 0              | —            | —            | 37     | 8      |
| 2024/25 | FK Partizan   | Superliga      | 5          | 0          | 0     | 0     | 6              | 0              | —            | —            | 11     | 0      |
| 2024/25 | Maccabi Haifa | Ligat Ha'Al    | 0          | 0          | 0     | 0     | 0              | 0              | —            | —            | 0      | 0      |
| Totaal  | Totaal        | Totaal         | 90         | 14         | 8     | 2     | 10             | 0              | 2            | 0            | 110    | 16     |

Bijgewerkt op 17 september 2024.

## Interlandcarrière
Severina debuteerde op 28 maart 2023 in het Curaçaos voetbalelftal. Op die dag werd een vriendschappelijke wedstrijd gespeeld tegen Argentinië. Door doelpunten van Lionel Messi (drie), Nicolás González, Enzo Fernández, Ángel Di María en Gonzalo Montiel werd met 7–0 verloren. Severina moest van bondscoach Remko Bicentini op de reservebank beginnen en hij viel na drieënzeventig minuten in voor Brandley Kuwas. De andere Curaçaose debutant dit duel was Giovanni Troupée (Lokomotiv Plovdiv). Zijn eerste doelpunt in de nationale ploeg maakte hij op 8 juni 2024, tijdens zijn derde interland. Op bezoek bij Aruba viel hij vijf minuten voor het einde van de reguliere speeltijd in voor Kenji Gorré. Op dat moment stond Curaçao voor door een treffer van Juninho Bacuna. Severina scoorde in de blessuretijd en besliste de eindstand daarmee op 0–2.
| Interlands van Xander Severina voor Curaçao | Interlands van Xander Severina voor Curaçao | Interlands van Xander Severina voor Curaçao | Interlands van Xander Severina voor Curaçao | Interlands van Xander Severina voor Curaçao | Interlands van Xander Severina voor Curaçao | Interlands van Xander Severina voor Curaçao |
| №                                           | Datum                                       | Wedstrijd                                   | Uitslag                                     | Competitie                                  | Goals                                       |                                             |
| Als speler bij ADO Den Haag                 | Als speler bij ADO Den Haag                 | Als speler bij ADO Den Haag                 | Als speler bij ADO Den Haag                 | Als speler bij ADO Den Haag                 | Als speler bij ADO Den Haag                 | Als speler bij ADO Den Haag                 |
| ------------------------------------------- | ------------------------------------------- | ------------------------------------------- | ------------------------------------------- | ------------------------------------------- | ------------------------------------------- | ------------------------------------------- |
| 1                                           | 28 maart 2023                               | Argentinië – Curaçao                        | 7 – 0                                       | Vriendschappelijk                           |                                             |                                             |
| Als speler bij FK Partizan                  |                                             |                                             |                                             |                                             |                                             |                                             |
| 2                                           | 5 juni 2024                                 | Curaçao – Barbados                          | 4 – 1                                       | WK 2026 kwalificatie                        |                                             |                                             |
| 3                                           | 8 juni 2024                                 | Aruba – Curaçao                             | 0 – 2                                       | WK 2026 kwalificatie                        | 90+6'                                       |                                             |
| 4                                           | 6 september 2024                            | Saint Lucia – Curaçao                       | 2 – 1                                       | Nations League 2024/25                      |                                             |                                             |
| 5                                           | 9 september 2024                            | Curaçao – Sint-Maarten                      | 4 – 0                                       | Nations League 2024/25                      |                                             |                                             |

Bijgewerkt op 17 september 2024.